# Piia Korhonen
Piia Korhonen (ur. 12 stycznia 1997 w Eurze) – fińska siatkarka, grająca na pozycji atakującej, reprezentantka kraju.
Karierę siatkarską rozpoczęła w klubie Euran Raiku. Następnie reprezentowała dwa inne fińskie kluby: Liiga Eura oraz HPK Naiset Hämeenlinnan. W 2017 roku podpisała kontrakt z niemieckim Dresdner SC, z którym w sezonie 2017/2018 zajęła trzecie miejsce w mistrzostwach Niemiec. Ponadto w 2018 i 2020 roku zdobyła Puchar Niemiec. Na sezon 2020/2021 przeniosła się do drugiej ligi włoskiej, dołączając do Volley Hermaea Olbia. Kolejny sezon (2021/2022) rozegrała we Francji w drużynie Pays d'Aix Venelles.
W 2022 roku powróciła do drugiej ligi włoskiej do klubu Volley Soverato, zdobywając w rundzie zasadniczej sezonu 2022/2023 458 punktów. W maju 2023 podpisała kontrakt z CBF Balducci HR Macerata.
Do seniorskiej reprezentacji Finlandii powoływana od 2014 roku. W 2017 wywalczyła srebrny medal w rozgrywkach Złotej Ligi Europejskiej.

## Sukcesy klubowe
Mistrzostwa Finlandii:
- 2016[10]
- 2017[11]
- 2015[12]

Puchar Finlandii:
- 2015[13], 2017[14]

Mistrzostwa Niemiec:
- 2018[15]

Puchar Niemiec:
- 2018, 2020[16]

## Sukcesy reprezentacyjne
Liga Europejska – Złota:
- 2017[17]